# Dave Irwin
David Benjamin „Dave” Irwin (ur. 12 lipca 1954 w Thunder Bay) – kanadyjski narciarz alpejski. Zajął 8. miejsce w zjeździe na igrzyskach w Innsbrucku w 1976 r. Nie startował na mistrzostwach świata. Jego najlepszym sezonem w Pucharze Świata był sezon 1975/1976, kiedy to zajął 17. miejsce w klasyfikacji generalnej, a w klasyfikacji zjazdu był piąty.

## Sukcesy

### Puchar Świata

#### Miejsca w klasyfikacji generalnej
- 1974/1975 – 45.
- 1975/1976 – 17.
- 1978/1979 – 71.
- 1979/1980 – 53.
- 1980/1981 – 52.
- 1981/1982 – 47.

#### Miejsca na podium
1. Schladming – 20 grudnia 1975 (zjazd) – 1. miejsce
2. Whistler – 27 lutego 1982 (zjazd) – 3. miejsce